# Марош Гечко
Мариан «Марош» Гечко (словац. Maroš Hečko; род. 18 января 1967, Братислава) — словацкий сценарист, пианист, певец, главный редактор, кинопродюсер, кинорежиссёр
, издатель, предприниматель, поэт, поэт-песенник, музыкальный продюсер.

## Биография
Окончил факультет кино и телевидения Братиславской высшей школы исполнительского искусства (Братислава). В 1993 году совместно со Штефаном Семьяном написал сценарий к полнометражному художественному фильму «На прекрасном голубом Дунае». Марош Гечко является основателем виртуального пространства Bizarrepublic и аудиовизуального сервера Azyl. В 1998 году стал вокалистом группы «Free Faces». Выпустил 12 совместных альбомов с группой Bezmocná hŕstka («Немогучая кучка»), а с 2002 года — с группой «Home Made Mutant». В 1996 году вместе с Мареком Ормандиком выпустил книгу «Тепло, которое я не люблю», за которую авторы получили премию «Книга года». В 2005 году вышел сборник стихов Мароша Гечко «Pitbull Report». В 2007 году Марош Гечко завершил работу над сценарием среднеметражного фильма SMOG, премьера которого состоялась 1 марта 2008 года. Фильм повествует о 24 часах из жизни музыканта, для которого обычный серый день не превратится в праздник, даже если это день рождения. Свои рассказы Марош Гечко публикует на сайте фестиваля Azyl, а также на сайте Jetotak.sk и в журналах Fragment и Vlna. Рассказ СВЕТ был напечатан в ежедневной словацкой газете «Правда» (переведён на русский язык в 2015 году). В 2011 году Марош Гечко создал портал «100 мнений», на котором первой для обсуждения стала тема «Бог, церковь и смерть»; на эту тему высказалось 100 известных людей Словакии, позже на дискуссию было вынесено ещё 5 тем. В 2013 году на экраны словацких кинотеатров выходит художественный фильм «Кандидат», за основу которого взята книга Мароша Гечко и Михала Гаврана «Кандидат — дневники, составленные на основе прослушек». В марте 2012 года Марош Гечко стал главным редактором радиостанции Rádiо_FM, на которой стартовал его проект Demovnica, разработанный для ротации начинающих словацких групп. В 2013 году впервые на словацком национальном радио, совместно с радиостанцией «Девин», создал трёхдневный музыкальный фестиваль, кульминацией которого является вручение музыкальной премии Radiohead Awards.
- Марош Гечко играет на пианино, обладает баритональным тембром голоса. Его композиции можно отнести к жанрам поп-музыки и альтернативного рока. Проживает в Братиславе. Руководит издательствами «Silberman», «Sony Music», «Millennium Records», «Azyl Music».

## Фильмография
- 2017 - Страх — постановщик, продюсер — фильм состоит из 4 новелл: Дуэт (режиссёр Славо Зребны), Опус Деи (режиссёр Вило Чино), Game (режиссёр Йонаш Карасек) и Grassfather (режиссёр Энрик Бистика)
- 2016 — Od veci — вторая 11-серийная часть комедийного сериала для РТВС (Радио и телевидение Словакии) — сценарист, креативный продюсер
- 2015 — Od veci — первая часть комедийного сериала для телеканала РТВС (Радио и телевидение Словакии) — сценарист, креативный продюсер
- 2013 — Кандидат — дневники, составленные на основе прослушек — продюсер, сценарист (совместно с Михалом Гавраном и Петером Балко)
- 2011 — 100 мнений — продюсер, основатель портала
- 2010 — Onemanshow — сценарист, продюсер
- 2008 — SMOG — сценарист, сопродюсер
- 2007 — Тепло, которое я не люблю — автор идеи, сценарист, оператор, продюсер, вместе с Даниэлем Ригаком
- 2006 — Давайте снимем заход солнца — автор идеи, оператор, продюсер, режиссёр, фильм возник в сотрудничестве с Даниэлем Ригаком
- 1993 — На прекрасном голубом Дунае — автор сценария к полнометражному фильму

## Дискография
- 2014 — группа Home Made Mutant и Матуш Широкий — Paradiso Categorico Remixy (Azyl Music)
- 2013 — группа Home Made Mutant — Paradiso Categorico (Azyl Music)
- 2012 — 6 DIVAS- 6 Divas (Azyl Music)
- 2010 — группа Home Made Mutant — Tajomný tromf mladosti (Azyl Music)
- 2009 — Various Artists- LONG DISTANCE COMPILATION (Azyl Music)
- 2009 — группа Bezmocná hŕstka («Немогучая кучка») — Európou (Azyl Music)
- 2009 — группа Home Made Mutant — Koncert pre pozostalých (Azyl Music)
- 2008 — группа Home Made Mutant — Made Home (Azyl Music)
- 2008 — Double Affair — Cloudsmaker (Azyl Music) — Марош Гечко — вокал, текст, вокальные аранжировки (6)
- 2008 — Роберт Рот — Klamanie telom (Azyl Music) — Марош Гечко — тексты (1-5, 7) a hudba (11)
- 2005 — группа Home Made Mutant — Pitbull Report (L.C.A, музыкальное издание Аzyl)
- 2005 — Double Affair — Circulation (L.C.A, музыкальное издание Аzyl) — Марош Гечко — вокал, текст, вокальные аранжировки (3, 12)
- 2004 — NU: Compilation of NU Slovak Artists (Millennium records & publishing) — (3, 6, 8)
- 2003 — Wedding Band — Na Československom žúre (Millennium records & publishing) — Марош Гечко — продюсер
- 2003 — группа Home Made Mutant — High Voltage Resistance (Millennium records & publishing)
- 2002 — Wedding Band — Na slovenskej svadbe 1 (Sony Music Bonton) — Марош Гечко — продюсер
- 2001 — группа Free Faces — La Belle Epoque (Sony Music Bonton)
- 2000 — группа Bezmocná hŕstka («Немогучая кучка») — Platňa pre dospelé deti (Silberman)
- 1998 — группа Free Faces — Almost True Story (Silberman)
- 1997 — Singel Free Faces — I’m waiting: Lawrence Ferlinghetti (Silberman)
- 1997 — группа Bezmocná hŕstka («Немогучая кучка») — Closed Society (Silberman)
- 1996 — группа Bezmocná hŕstka («Немогучая кучка») — Usual Songs (Silberman)

## Музыкальный продюсер
- 2015 — Мартина Явор (Martina Javor) -White Lies Covered Eyes (сопродюсер: Матуш Широкий (Matúš Široký) (go2stage)
- 2014 — группа Home Made Mutant и Матуш Широкий — Paradiso Categorico Remixy (Azyl Music)
- 2013 — группа Home Made Mutant — Paradiso Categorico (Azyl Music)
- 2012 — 6 DIVAS — 6 Divas (сопродюсер: Марцел Вен (Marcel Vén) (Azyl Music)
- 2012 — Андреа Бучкова и Мария Кметькова (Andrea Bučkova a Mária Kmeťková) — In the Middle of…
- 2010 — RCH — Dokorán (сопродюсер: Nado mnou vidno, Dela pluvo, V snehu) (Elephantrecords)
- 2010 — группа Obří broskev — Sever (Azyl Music)
- 2010 — Chick and TIn — Kontinuum (Azyl Music)
- 2010 — группа Home Made Mutant — Tajomný tromf mladosti (Azyl Music)
- 2009 — Разные исполнители (Various Artists) — LONG DISTANCE COMPILATION (Azyl Music)
- 2009 — группа Bezmocná hŕstka — Európou (Azyl Music)
- 2009 — группа Home Made Mutant — Koncert pre pozostalých (Azyl Music)
- 2009 — Мартин Бурлас (Martin Burlas) — Sottovoce (Azyl Music)
- 2008 — Роберт Рот — Klamanie telom (Azyl Music)
- 2008 — группа Home Made Mutant — Made Home (Azyl Music)
- 2005 — группа Home Made Mutant — Pittbul Report (Azyl Music)
- 2004 — Филип Скандал (Fylyp Skandal) — Zlý vtip (Millennium records & publishing)
- 2003 — группа Wedding Band — Na Československom žúre (Millennium records & publishing)
- 2002 — группа Wedding Band — Na slovenskej svadbe 1 (Sony Music Bonton)